# Kazimierz Oziewicz
Kazimierz Oziewicz (ur. 19 marca 1927 w Chełmnie, zm. 20 kwietnia 1993 we Wrocławiu) – polski architekt związany z Wrocławiem, żołnierz Armii Krajowej ps. „Rafał”.

## Życiorys
W czasie II wojny światowej był żołnierzem 6 Wileńskiej Brygady Armii Krajowej. Po wojnie ukończył w roku 1953 studia na Wydziale Architektury Politechniki Wrocławskiej. Od roku 1954 do śmierci pracował we wrocławskim Miastoprojekcie. Pracując w tym biurze tworzył samodzielnie lub w zespole liczne projekty domów mieszkalnych i osiedli we Wrocławiu i innych miastach Dolnego Śląska. Najważniejszą realizacją w jego dorobku była budowa osiedla Gaj we Wrocławiu opracowana wraz z Krystyną Chełmicką i Andrzejem Wolskim nagrodzona pierwszą nagrodą w zamkniętym konkursie organizowanym przez Stowarzyszenie Architektów Polskich. Projekt ten zakładał budowę kilkunastu jedenastokondygnacyjnych bloków o załamanym planie, których wnętrza wypełniane miały być zielenią, a przestrzeń na zewnątrz bloków miały zajmować sklepy i punkty usługowe. Gaj miał być największą wrocławską „sypialnią” w południowej części miasta zamieszkiwaną przez około 30 tys. osób. Prace projektowe zespołu Oziewicza rozpoczęto w roku 1971, a realizacja osiedla przebiegała w latach 1978-94.
Wśród odznaczeń jakie otrzymał były m.in.: Złoty Krzyż Zasługi, Krzyż Partyzancki, Krzyż Armii Krajowej oraz odznaki Budowniczy Wrocławia, Zasłużony dla Dolnego Śląska, Zasłużony dla woj. wałbrzyskiego.

## Wybrane dzieła
- osiedle mieszkaniowe "Centralne" w Zgorzelcu wspólnie z Zygmuntem Dmowskim
- zabudowa mieszkalno-usługowa wokół Rynku w Strzelinie
- budynek "Kamieniołomów" przy ul. Powstańców Śląskich 2/4 we Wrocławiu;
- przejście graniczne w Jakuszycach
- Ośrodek Administracyjny Przemysłu Węglowego "Poltegor" we Wrocławiu wspólnie z Zenonem Nasterskim i Zbigniewem Dmowskim
- osiedle Gaj we Wrocławiu, wspólnie z Józefem Wolskim i Krystyną Chełmicką
- osiedle Podzamcze w Wałbrzychu
- dom wczasowy w Karpaczu-Bierutowicach